# Mozambique en los Juegos Olímpicos de París 2024
Mozambique estuvo representado en los Juegos Olímpicos de París 2024 por siete deportistas, cuatro mujeres y tres hombres, que compitieron en cinco deportes.
Los portadores de la bandera en la ceremonia de apertura fueron el nadador Matthew Lawrence y la boxeadora Alcinda Panguana. El equipo olímpico mozambiqueño no obtuvo ninguna medalla en estos Juegos.